# The Father - Nulla è come sembra
The Father - Nulla è come sembra (The Father) è un film del 2020 diretto da Florian Zeller, al suo esordio alla regia.
Interpretato da Anthony Hopkins e Olivia Colman, è l'adattamento cinematografico della pièce teatrale dello stesso Zeller Il padre (2012), già portata sul grande schermo da Philippe Le Guay in Florida (2015).

## Trama
Anthony è affetto da demenza (dimentica costantemente gli eventi importanti della sua vita e dove sono riposte le sue cose). Parlando con la figlia Anne si mostra ostile verso la nuova badante: dice che la badante gli ha rubato l'orologio e crede che non lascerà mai il suo appartamento; la figlia lo informa che ha intenzione di lasciare Londra per trasferirsi a Parigi con il nuovo compagno. Questa cosa confonde Anthony che la crede sposata con James, ma Anne gli ricorda che lei e James sono divorziati da cinque anni. Il giorno dopo Anthony vede in casa uno sconosciuto, Paul, ed è confuso dal fatto che viva nel suo appartamento. Paul afferma di essere il marito di Anne e che è Anthony a vivere con lui e la figlia. Quando Anne torna dal supermercato con il pollo per la cena, appare ad Anthony come una donna diversa da quella che lui ricordava. Questo lo confonde fino alla frustrazione.
Anne fissa un colloquio con una nuova badante, Laura, a cui l'uomo dice di essere stato un ballerino professionista e di non aver bisogno di nessuna assistenza. Anthony afferma poi che Laura gli ricorda l'altra sua figlia Lucy, con la quale non parla da mesi per motivi a lui ignoti. Anthony racconta a Laura di quanto sia orgoglioso di Lucy, che è una pittrice. In un secondo momento, Laura invece gli dice che è molto dispiaciuta per l'incidente di Lucy, al che Anthony risponde di non sapere a cosa si riferisca. A quel punto la donna lascia perdere l'argomento e gli fa prendere le sue medicine. Successivamente si scopre che Anthony vive da Anne e Paul, pur credendo di vivere ancora nel suo appartamento. La notte in cui Anne torna con il pollo dal supermercato, lei e Paul hanno una discussione su una vacanza in Italia che hanno dovuto cancellare a causa del comportamento ostile di Anthony nei confronti della badante. Un uomo sconosciuto chiede ad Anthony per quanto tempo abbia ancora intenzione di rimanere nel loro appartamento a infastidire tutti e finisce per schiaffeggiare Anthony fino a farlo piangere.
Anthony viene risvegliato da una voce femminile che lo chiama, esce dall'appartamento e si ritrova nel corridoio di un ospedale, dove sua figlia Lucy è morta in seguito a un incidente. La trova quindi ricoverata in una stanza, scambia un profondo sguardo con lei e si risveglia nuovamente nella sua camera, rendendosi conto di aver sognato dopo aver controllato che la porta da cui era uscito poco prima altro non era che la porta di uno sgabuzzino dell'appartamento in cui vive. Mentre fa colazione con Anne arriva la badante che aspettavano, ma quando lei entra in casa Anthony si accorge che non si tratta di Laura e vive perciò un altro momento di smarrimento.
Dopo un po' di tempo Anthony si sveglia in una camera da letto completamente diversa, in una casa di cura. La sua infermiera, Catherine, lo assiste e lo informa che Anne si è trasferita a Parigi con Paul e che gli fa visita occasionalmente nei fine settimana. Anthony ha un crollo emotivo per la mancata presenza della figlia e per aver riconosciuto la sua incapacità di capire e controllare gli eventi del mondo che lo circonda; in preda a una crisi di identità e a una regressione infantile, afferma di volere sua madre e di star "perdendo le sue foglie", scoppiando quindi a piangere. Catherine lo consola e gli dice di vestirsi, così potrà accompagnarlo al parco più tardi per gioire di una gradevole giornata di sole. Il film finisce con una lunga inquadratura degli alberi del parco della casa di cura.

## Distribuzione
Il film è stato presentato in anteprima al Sundance Film Festival 2020 il 27 gennaio 2020. Doveva essere distribuito nelle sale cinematografiche britanniche da Lionsgate a partire dall'8 gennaio 2021 e in quelle francesi dal 7 aprile. Tuttavia, a seguito della nuova ondata della pandemia di COVID-19, è stato necessario spostare ulteriormente la data di uscita nel Regno Unito all'11 giugno 2021. Il 26 febbraio è uscito negli Stati Uniti in alcuni cinema selezionati di New York e Los Angeles. In Italia, il film è uscito il 20 maggio.

## Accoglienza

### Critica
Il film ha ricevuto ottime recensioni da parte della critica cinematografica: su Rotten Tomatoes ha un gradimento del 98% sulla base di 295 recensioni aggregate con un voto medio di 8,7 su 10; su Metacritic ha un punteggio di 88 su 100 basato su 51 recensioni.

## Riconoscimenti
- 2021 - Premi Oscar[6]
  - Miglior attore protagonista ad Anthony Hopkins
  - Migliore sceneggiatura non originale a Florian Zeller e Christopher Hampton
  - Candidatura per il miglior film
  - Candidatura per la miglior attrice non protagonista a Olivia Colman
  - Candidatura per il miglior montaggio a Giōrgos Lamprinos
  - Candidatura per la migliore scenografia a Peter Francis e Cathy Featherstone
- 2021 - Golden Globe
  - Candidatura per il miglior film drammatico
  - Candidatura per il miglior attore in un film drammatico a Anthony Hopkins
  - Candidatura per la migliore attrice non protagonista a Olivia Colman
  - Candidatura per la migliore sceneggiatura a Florian Zeller e Christopher Hampton
- 2021 - British Academy Film Awards
  - Miglior attore protagonista a Anthony Hopkins
  - Miglior sceneggiatura non originale a Florian Zeller e Christopher Hampton
  - Candidatura al miglior film
  - Candidatura al miglior britannico
  - Candidatura al miglior montaggio a Giōrgos Lamprinos
- 2021 - Screen Actors Guild Awards
  - Candidatura al miglior attore protagonista a Anthony Hopkins
  - Candidatura alla migliore attrice non protagonista a Olivia Colman
- 2021 - Premio Goya
  - Miglior film europeo
- 2020 - Boston Society of Film Critics Awards[7]
  - Miglior attore ad Anthony Hopkins
  - Miglior regista esordiente a Florian Zeller
- 2020 - British Independent Film Awards[8]
  - Candidatura alla miglior sceneggiatura a Florian Zeller e Christopher Hampton
  - Candidatura per il miglior film
  - Candidatura per il miglior regista a Florian Zeller
  - Candidatura per il miglior attore ad Anthony Hopkins
  - Candidatura per il miglior montaggio a Giōrgos Lamprinos
  - Candidatura per la migliore scenografia a Peter Francis
- 2020 - Chicago Film Critics Association Awards[9]
  - Candidatura per il miglior attore ad Anthony Hopkins
  - Candidatura per la migliore sceneggiatura non originale a Christopher Hampton e Florian Zeller
- 2020 - Los Angeles Film Critics Association Awards[10]
  - Miglior montaggio a Giōrgos Lamprinos
- 2021 - San Diego Film Critics Society Awards[11][12]
  - Migliore sceneggiatura non originale a Christopher Hampton e Florian Zeller
  - Candidatura per il miglior regista a Florian Zeller
  - Candidatura per il miglior attore ad Anthony Hopkins
- 2021 - Satellite Award[13]
  - Migliore sceneggiatura non originale a Christopher Hampton e Florian Zeller
  - Candidatura per il miglior film drammatico
  - Candidatura per il miglior regista a Florian Zeller
  - Candidatura per il miglior attore in un film drammatico ad Anthony Hopkins
  - Candidatura per la migliore attrice non protagonista a Olivia Colman
  - Candidatura per il miglior montaggio a Giōrgos Lamprinos
- 2021 - European Film Awards
  - Miglior attore (Anthony Hopkins)
  - Miglior sceneggiatura (Florian Zeller, Christopher Hampton)
- 2022 - Premio César
  - Premio César per il miglior film straniero